# 広野智章
広野 智章（ひろの ともあき、1974年8月5日 - ）は、ゲームミュージックの作曲家。コナミデジタルエンタテインメント所属。兵庫県芦屋市出身。

## 人物
北川保昌、弓島隆子らと並んで、実況パワフルプロ野球シリーズや、パワプロクンポケットシリーズなどの多くの作品でサウンドスタッフをしている。
BEMANIシリーズにはゲームボーイ版pop'n musicにて初参加（後にアーケード版にアレンジ移植）し、後に「劇団レコード」名義にて楽曲制作へ参加する。なお、名義名の由来は自分が好きな「劇団」と「レコード」を足し合わせたものであるとコメントしている（BEMANI Backstage本人出演の回より）。

## 作品

### ゲームミュージック
- 冒険時代活劇ゴエモン
- 実況パワフルプロ野球シリーズ
- パワプロクンポケットシリーズ
- 幻想水滸伝ティアクライス
- 遊戯王ファイブディーズ TAG FORCE シリーズ
- 探偵学園Q 奇翁館の殺意
- クイズマジックアカデミーシリーズ
- スティールクロニクル
- モンスター烈伝 オレカバトル
- ボンバーガール

### BEMANIシリーズ
※括弧内はゲームで表記される作者名

### pop'n music
- pop'n music GB
  - White Lovers(Tommy Angel)
  - テキサスのガンマン(Sludgy Hawks with N)
  - Sea Side City(Sludgy Hawks with N)
  - Troika Dance(”Hirotees”)
- pop'n music 17 THE MOVIE
  - レトロ男爵の嘆き(劇団レコード)
- pop'n music 18 せんごく列伝
  - Liebe～空郷～(劇団レコード feat.さな)
- pop'n music 19 TUNE STREET
  - ナスカの丘(劇団レコード feat.Sana)
- pop'n music 20 Fantasia 
  - 荒城メランコリー(劇団レコード feat.Mille Face)
  - カラルの月(猫叉劇団)
- pop'n music sunny park
  - 悠久神話録-遥かなる山脈に流れる大河の畔にて-(劇団レコード) - トランペットは小野秀幸が演奏。実はBEMANI曲では初のコラボである。
  - Esperanza(猫叉劇団)
- pop'n music ラピストリア
  - 歌劇 月夜のアラビア(劇団レコード feat.夏川陽子)
- pop'n music éclale
  - Geocentrism (劇団レコード＋world sequence)
- pop'n music うさぎと猫と少年の夢
  - 空想モダニズム (劇団レコード)
  - メトロポリタン飛行 (ナビ featured by 劇団レコード)
- pop'n music peace
  - 幻島アトランティス-4elements- (BEMANI Sound Team"劇団レコード")
  - 夕陽のダンディー (BEMANI Sound Team "劇ダンディーレコード")
- pop'n music 解明リドルズ
  - オレアの竪琴 (BEMANI Sound Team "劇団レコード" feat.アマギセーラ)
  - Bossa Gabba (BEMANI Sound Team "ZAQUVA") - ガットギター演奏で参加
- pop'n music UniLab
  - グランデーロの守り (BEMANI Sound Team "劇団レコード" feat.霜月はるか）
  - Redemption Tears (BEMANI Sound Team "劇団レコード" feat.T4K)
- pop'n music Jam&Fizz
  - Saturday's Reward (BEMANI Sound Team "劇団レコード" feat.秋成)

### Dance Dance Revolution
- Dance Dance Revolution A
  - Ishtar (劇団レコード)
- Dance Dance Revolution A20
  - Starlight in the Snow (BEMANI Sound Team "劇団レコード" ft.Lisa - paint with stars)
- Dance Dance Revolution A3
  - みゅ、みゅ、Müllる (月乃 & BEMANI Sound Team "劇団レコード")
- Dance Dance Revolution WORLD
  - まにぃまにあ×× (月乃 & BEMANI Sound Team "劇団レコード")

### beatmania IIDX
- beatmania IIDX 8th style
  - More Move(T-Hirono feat.PAULINHO) - 家庭用。ACでは『IIDXRED』で収録
- beatmania IIDX 17 SIRIUS
  - バビロニア(劇団レコード)
- beatmania IIDX 20 tricoro
  - YELLOW FROG from Steel Chronicle (劇団レコード)
- beatmania IIDX 21 SPADA
  - Pharaoh(劇団レコード)
- beatmania IIDX 22 PENDUAL
  - COLOSSEUM(劇団レコード)
- beatmania IIDX 24 SINOBUZ
  - AsiaN distractive(猫叉劇団)
- beatmania IIDX 25 CANNON BALLERS
  - 草原の王女 -奇跡を辿って-(劇団レコード)
- beatmania IIDX 26 Rootage
  - グラナダの風 (BEMANI Sound Team"劇団レコード")
- beatmania IIDX 27 HEROIC VERSE
  - OUTER PLANETS (BEMANI Sound Team "劇団レコード")
- beatmania IIDX 28 BISTROVER
  - 霧幻メモリア (BEMANI Sound Team "劇団レコード" feat.Risa Yuzuki)
- beatmania IIDX 29 CastHour
  - PIRATES BLADE (BEMANI Sound Team "劇団レコード")
  - Legendary Treasures (BEMANI Sound Team "劇団レコード")
- beatmania IIDX 30 RESIDENT
  - 雨のちパノラマセカイ (BEMANI Sound Team "劇団レコード" feat.NU-KO)
- beatmania IIDX 32 Pinky Crush
  - ハルイロセカイ (月乃 & BEMANI Sound Team "劇団レコード")

### GuitarFreaks & drummania
- GuitarFreaks XG & drummania XG
  - 紅蓮の焔 (劇団レコードfeat.浅葉リオ)
- GuitarFreaks XG2 & drummania XG2
  - 前髪 (さかもとえいぞう&劇団レコード)
- GuitarFreaks XG3 & drummania XG3
  - 侯爵夫人の陰謀 (劇団レコード feat.浅葉リオ)
- GITADORA
  - 金輪際のエレジー (劇団レコード feat.浅葉リオ)
- GITADORA OverDrive
  - 狂艶ノ華 (劇団レコード feat.浅葉リオ)
  - NAKED SCREAM (劇団レコード feat.星野奏子)
- GITADORA Tri-boost
  - EVIL OGRE (TheaterR) - ジャケットは劇団レコード本人が描いたもの。
  - 天穹鳥-TEN・KYU・CHO- (劇団レコード feat.浅葉リオ)
  - 終極 (劇団レコード feat.浅葉リオ)
  - Ruins (TheaterR)
- GITADORA Tri-Boost Re:EVOLVE
  - Misty Lake (劇団レコード feat.浅葉リオ)
  - MEDUSA (TheaterR)
- GITADORA Matixx
  - 大好きなぬいぐるみ (劇団レコード feat.花柚)
  - 君も天真爛漫 (松山あおい+BEMANI Sound Team"劇団レコード")
- GITADORA EXCHAIN
  - Treachey (BEMANI Sound Team "劇団レコード" feat.浅葉リオ)
- GITADORA NEX+AGE
  - 愛という名の花をあなたに (BEMANI Sound Team "歌劇団レコード" feat. ミーウェル&天塚ゆうひ)
- GITADORA HIGH-VOLTAGE
  - 朱殷の手毬唄 (犬神凶子&BEMANI Sound Team "劇団レコード")
  - Inviolable Souls (竹内光雄&BEMANI Sound Team "劇団レコード")
  - Bonetrousle (Toby Fox Arranged by BEMANI Sound Team "劇団レコード")
  - REBELLION (BEMANI Sound Team "TheaterR")
- GITADORA FUZZ-UP
  - 血塗られたかくれんぼ (犬神凶子&BEMANI Sound Team "劇団レコード")
  - Psychology of Temptation (BEMANI Sound Team "劇団レコード" feat.T4K)

### jubeat
- jubeat copious
  - 流砂の嵐(劇団レコード)
- jubeat saucer
  - 我が麗しのバレンシア(劇団レコード feat. Mille Face)
  - 闘いの刻-jubeatREMIX-(マジックアカデミー管弦楽部×劇団レコード)
  - 天上の果て(マジックアカデミー管弦楽部×劇団レコード)
  - 亡国のヒストリア(劇団レコード)
- jubeat prop
  - アレスの楯(劇団レコード) - ジャケットは劇団レコード本人が描いたもの。
  - SWEET HOME PARTY(劇団レコード) - ジャケットは劇団レコード本人が描いたもの。
- jubeat Qubell
  - バビロニアの旅人たち (Babylonian Vates)
  - 旅の終わりと祝祭の夜 (月船古書堂)
- jubeat festo
  - 星の小舟 (BEMANI Sound Team "猫叉劇団")
  - LAST OATH (BEMANI Sound Team "劇団レコード")
  - SPACE INASAKU (BEMANI Sound Team "サイバー劇レコ")
  - VIKING SHIP (BEMANI Sound Team "劇団レコード")
- jubeat Ave.
  - ZIGZAG COWBOY (BEMANI Sound Team "劇団レコード")
- jubeat beyond the Ave.
  - Caribbean Coast (BEMANI Sound Team "劇団レコード")

### REFLEC BEAT
- REFLEC BEAT limelight
  - オープニングテーマ ～クイズマジックアカデミー賢者の扉より～(マジックアカデミー管弦楽部)
- REFLEC BEAT colette -Spring-
  - 灼熱の翼(マジックアカデミー管弦楽部×劇団レコード) - クイズマジックアカデミー賢者の扉 Season2決勝曲。BEMANI学園開校記念でpop'n music Sunny Parkにも同日収録され、jubeat saucerにも2013年05月01日追加のbistro saucer第7弾で収録された。
- REFLEC BEAT colette -Summer-
  - アラベスクの回廊(劇団レコード)
- REFLEC BEAT groovin'!!
  - Benita(劇団レコード)
  - envidia(猫叉劇団) - ジャケットは劇団レコード本人が描いたもの。
- REFLEC BEAT VOLZZA
  - ヴェニスの慕情	(劇団レコードfeat.Mille Face) - ジャケットは劇団レコード本人が描いたもの。
- REFLEC BEAT 悠久のリフレシア
  - 彷徨オルフェウス (劇団レコードfeat.猫叉Master) - ジャケットは劇団レコード本人が描いたもの。

### BeatStream
- BeatStream
  - Rainbow Magic	(マジックアカデミー管弦楽部×劇団レコード)
- BeatStream アニムトライヴ
  - SPACE VILLAGE	(サイバー劇レコ)

### ノスタルジア
- ノスタルジア
  - 愛、遠く (劇団レコード)
- ノスタルジア FORTE
  - コルドバの女 (劇団レコード)
- ノスタルジア Op.2
  - 一夜の恋 (BEMANI Sound Team "劇団レコード")
  - 水恋アダージョ (BEMANI Sound Team "劇団レコード" feat.結良まり)
- ノスタルジア Op.3
  - Eurasian Journey (BEMANI Sound Team "劇団レコード")
  - 踊るあやつり人形 (BEMANI Sound Team "劇団レコード" feat.mami)

### DANCERUSH STARDOM
- DANCERUSH STARDOM
  - GHOST KINGDOM (BEMANI Sound Team "劇団レコード")
  - DEVILFISHMANのテーマ (BEMANI Sound Team "劇団レコード")

### イベント楽曲
- 風鈴花火 (BEMANI Sound Team "劇団レコード" feat.結良まり) - BEMANI SUMMER GREETINGS連動曲
- Afterimage d'automne (BEMANI Sound Team "猫叉劇団") - 猫叉Masterとの合作、いちかの！BEMANI投票選抜戦2019連動曲
- チュッチュ♪マチュピチュ (ななひら,Nana Takahashi,猫体質 by BEMANI Sound Team "劇ダンサーレコード") - BEMANI 2021 真夏の歌合戦5番勝負連動曲
- Touch Me (BEMANI Sound Team "GekiReco & Sota.F") - Sota Fujimoriとの合作。KONAMI Arcade Championship連動曲

### 主題歌
- 実況パワフルプロ野球10
  - Catch Up Dream!(ASACO) - 佐藤直之も作曲に関わっている
- 実況パワフルプロ野球11
  - Pride(東野純直) - OP、編曲を担当
  - 胸いっぱいの夢(ASACO) - ED
- 実況パワフルプロ野球12
  - Believe(藤田佳子) - サクセスエンディングテーマ
- 実況パワフルプロ野球13
  - ONE(岡めぐみ) - OP
  - 虹を見たかい?(Sana) - ED
- 実況パワフルプロ野球15
  - そよかぜハミング♪(荒木夏香) - サクセスエンディングテーマ
- 実況パワフルプロ野球2013
  - START(瀬下千晶) - OP。REFLEC BEAT collete -Autumn-に収録。
- サンデーVSマガジン 集結!頂上大決戦
  - ユメソラ(みかりん (Mille Face)) - OP。
- クイズマジックアカデミー ～賢者の扉～
  - Rainbow Magic(浅葉リオ) - 賢者昇格エンディングのBGM。同ゲームのオープニングテーマのボーカルバージョン。BeatStreamに収録。
- クイズマジックアカデミー 輝望の刻
  - Milky Way Star(BEMANI Sound Team "劇団レコード" feat.ミーウェル) - OP。

### CD収録曲
- Sanaアルバム「ボクをさがしに」
  - 紅蓮の焔～原題：紅蓮心中～
- COMPOSERS
  - Snow Letter(劇団レコード)